# Aleksej Petrovič Nikitin
Grof Aleksej Petrovič Nikitin (rusko Алексей Петрович Никитин), ruski general, * 1777, † 1858.
Bil je eden izmed pomembnejših generalov, ki so se borili med Napoleonovo invazijo na Rusijo; posledično je bil njegov portret dodan v Vojaško galerijo Zimskega dvorca.

## Življenje
25. junija 1796 je kot kornet končal Artilerijsko in inženirsko vojaško šolo poljskega plemstva in bil dodeljen 3. bombardirskemu bataljonu. 21. decembra istega leta je bil povišan v zastavnika. Leta 1805 je sodeloval v bojih v Avstriji; naslednje leto je bil kot podpolkovnik dodeljen 9. artilerijski brigadi. 20. maja 1808 je bil povišan v polkovnika. V bojih s Francozi se je odlikoval, tako da je bil 26. decembra 1812 povišan v generalmajorja. 
10. januarja 1815 je postal načelnik artilerije Grenadirskega korpusa in 6. januarja 1826 je bil povišan v generalporočnika. Leta 1829 je bil premeščen v konjenico in kmalu je postal poveljnik 2. rezervnega konjeniškega korpusa in 2. aprila 1833 poveljnik 1. rezervnega konjeniškega korpusa. 13. septembra 1832 je postal poveljnik Čugojevskega ulanskega polka in 6. decembra 1833 je bil povišan v generala konjenice. 
30. avgusta 1839 je postal poveljnik ukrajinskih vojaških naselij in 1. avgusta 1840 je postal še generalni inšpektor rezervnih konjeniških enot.  
19. septembra 1847 je bil povzdignjen v grofa in 15. septembra 1850 je bil Čugujevski ulanski polk dobil tudi častno ime po njem in sicer vse do njegove smrti. 
28. avgusta 1856 je bil zaradi zdravstvenih razlogov razrešen poveljstva in postal državni svetnik.